# Elkalyce sissona
Elkalyce sissona är en fjärilsart som beskrevs av Wright. Elkalyce sissona ingår i släktet Elkalyce och familjen juvelvingar. Inga underarter finns listade i Catalogue of Life.